# Уру (народ)
Уру или Урос (урски: Qhas Qut suñi) су староседеоци Боливије и Перуа. Они живе на још увек растућој групи од око 120 острва у језеру Титикака у близини Пуна. Чине три главне групе: Уру-Чипаја, Уру-Мурато и Уру-Ируито. Уру-Ируито још увек насељавају боливијску страну језера Титикака и реку Десагуадеро.
Аутохтони Уруси имају тамнију кожу од њихових суседа Ајмара и Кечуа.

## Историја
Према легенди, Уруси потичу од народа који је говорио пукински језик. Док је већина Уруса прешла на ајмарски и шпански, двоје људи је и даље говорило 2004. године скоро изумрлим језиком Уру, који је блиско повезан са чипајским језиком.
Уру су себе сматрали власницима језера и воде. Према легенди, Уруси су говорили да имају црну крв, јер нису осећали хладноћу. Историјски су себе називали Лупихаквес, "синови Сунца". Иако је урски језик готово изумро, Уроси настављају да одржавају свој идентитет и неке старе обичаје.
Уру су трговали са племеном Ајмара на копну, венчавајући се са њима и на крају напуштајући урски језик и прелазећи на ајмарски. Изгубили су свој изворни језик пре око 500 година. Када их је покорило царство Инка, морали су да им плаћају порез и често су били поробљени.
Почевши од 1722. године дошло је до сукоба између народа Уруа и Ајмара, али су се ови сукоби завршили 1970-их када су Ајмари победили Уруе и преузели трајну контролу над земљама које су им припадале.

## Припитомљене животиње
Уру су припитомили локалне животиње како би им помогли у производњи хране и у друге сврхе. На пример, корморани, птице које лове рибу, држе се привезане вуном везаном за ноге, како би могли да лове рибу за људску исхрану. Још једна локална птица, ибис, припитомљена је за полагање јаја. Ибиси се узгајају и за месо. Да би контролисали пацове на острвима од трске, држе и домаће мачке.

Нека острва имају баре унутар самих острва; неке од њих су обложене великом рибарском мрежом и представљају локализовану аквакултуру. Примарна количина рибе и даље се лови на отвореном језеру Титикака.
- Ибис у свом гнезду.
- Везани корморан.
- Мачка чувана за хватање пацова.

## Традиционални живот
Велики део њихове исхране и лекова заснива се на трскама које су коришћене за изградњу острва. Када се трска повуче, бело дно се често једе за јод да би се спречила гушавост. Овај бели део трске назива се чуло. Уроси се ослањају на трску тоторе на исти начин на који се народ Анда у Перуу ослања на лист коке за олакшање од глади и оштре климе. Када су у болу, они могу омотати трску око дела тела који их боли.
Ако је напољу вруће, понекад замотају бели део трске у рукама и расцепе је, стављајући трску на чело. У овом облику, веома је хладан на додир. Бели део трске се такође користи за ублажавање мамурлука изазваног алкохолом. Трска тотора је примарни извор хране. Уру такође праве чај од цветова трске.
Локално становништво пеца испија, карачи и сома. Пастрмка је у језеро унета из Канаде 1940. године, а водена риба из Аргентине. Уроси такође лови птице као што су галебови, патке и фламингоси, и пасу своју стоку на острвима. Држе занатске тезге намењене бројним туристима који сваке године посете десет острва. Замењују трску тоторе на копну у Пуну како би набавили потребне производе, као што су киноа и друга храна.

## Модерни живот
Уру не одбацују модерну технологију: већина чамаца има моторе, скоро сва острва имају заједничке соларне панеле за покретање уређаја као што су телевизори, а главно острво је дом ФМ радио станице коју води Уру, која пушта музику неколико сати дневно. Висок ниво ултраљубичастог зрачења јавља се у целом региону Алтиплано у Перуу и Боливији. Обданиште и основно школовање се одвија на неколико острва, укључујући традиционалну школу и школу коју води хришћанска црква. Старија деца и студенти похађају школу на копну, често у оближњем Пуну. Историјски гледано, већина острва Уру се налазила близу средине језера, око 9 миља од обале; међутим, 1986. године, након што је велика олуја опустошила острва, многи Уруи су поново градили куће ближе обали.
2011. године, око 1.200 Уруа живело је на архипелагу од 60 вештачких острва, груписаних у западном углу језера у близини лучког града Пуно. Острва су постала једна од туристичких атракција Перуа, омогућавајући Уруима да допуне свој лов и риболов превозом посетилаца на острва моторним чамцима и продајом рукотворина.

## Галерија
- Жена плете.
- Жена показује своје ручне радове.
- Човек туристима показује своје радове.
- Човек који користи плоснати камени и тучак за млевење киное.